# Ligue féminine de basket 2002-2003
Navigation
Saison précédente Saison suivante
La saison 2002-2003 de la LFB est la 5e édition de la Ligue féminine de basket et se dispute avec 12 équipes.
L'Union Sportive Valenciennes Olympic remporte le champion de France et le Tournoi de la Fédération.

## Les équipes
- Angers
- Arras
- Bourges
- Calais
- Charleville-Mézières
- Basket Landes
- Lyon
- Lattes-Montpellier
- Mondeville
- Nantes-Rezé
- Hainaut Saint-Amand
- Tarbes
- Toulouse
- Villeneuve-d'Ascq

## Mode de fonctionnement
Le championnat est décomposé en deux phases, à l'issue de la première, les clubs classés de 1 à 4 disputent dans un premier temps le Tournoi de la Fédération.
De plus, ces 4 équipes se retrouvent dans le Groupe A de la phase 2 du championnat, afin de se disputer le titre. Leurs quatre suivantes se disputent au sein du groupe B les 2 places en Eurocoupe. Enfin, les 4 dernières s'affrontent dans le groupe C afin d'éviter les deux dernières places synonymes de relégation en Nationale Féminine 1

## Classement
- En vert les équipes qualifiées pour la zone A en deuxième partie de saison
- En bleu les équipes qualifiées pour la zone B en deuxième partie de saison
- En rouge les équipes qualifiées pour la zone C en deuxième partie de saison

| Place | Équipe             | PTS | MJ | VIC | DEF | +    | -    | %  | Coeff |
| 1     | Valenciennes       | 43  | 22 | 21  | 1   | 1920 | 1267 | 95 | 1,515 |
| 2     | Bourges            | 41  | 22 | 19  | 3   | 1733 | 1374 | 86 | 1,261 |
| 3     | Aix-en-Provence    | 36  | 22 | 14  | 8   | 1653 | 1538 | 63 | 1,074 |
| 4     | Tarbes             | 35  | 22 | 13  | 9   | 1547 | 1479 | 59 | 1,046 |
| 5     | Nice               | 33  | 22 | 11  | 11  | 1521 | 1547 | 50 | 0,983 |
| 6     | Villeneuve-d’Ascq  | 32  | 22 | 10  | 12  | 1575 | 1672 | 45 | 0,942 |
| 7     | Toulouse-Launaguet | 32  | 22 | 10  | 12  | 1674 | 1800 | 45 | 0,930 |
| 8     | Mondeville         | 32  | 22 | 10  | 12  | 1526 | 1652 | 45 | 0,924 |
| 9     | Lattes-Montpellier | 31  | 22 | 9   | 13  | 1606 | 1672 | 41 | 0,961 |
| 10    | Bordeaux           | 30  | 22 | 8   | 14  | 1513 | 1675 | 36 | 0,903 |
| 11    | Reims              | 28  | 22 | 6   | 16  | 1533 | 1675 | 27 | 0,908 |
| 12    | Clermont-Ferrand   | 23  | 22 | 1   | 21  | 1368 | 1805 | 5  | 0,758 |

## Classements après la phase 2

### Groupe A
- En vert les équipes qualifiées pour l'Euroligue
- En bleu les équipes ayant gagné leur place en Eurocoupe pour la saison suivante.

| Place | Équipe          | PTS | MJ | VIC | DEF | +   | -   | %   | Coeff |
| 1     | Valenciennes    | 12  | 6  | 6   | 0   | 509 | 334 | 100 | 1,524 |
| 2     | Tarbes          | 9   | 6  | 3   | 3   | 378 | 406 | 50  | 0,931 |
| 3     | Bourges         | 8   | 6  | 2   | 4   | 350 | 411 | 33  | 0,852 |
| 4     | Aix-en-Provence | 7   | 6  | 1   | 5   | 384 | 470 | 17  | 0,817 |

### Groupe B
- En bleu les équipes ayant gagné leur place en Eurocoupe pour la saison suivante.

| Place | Équipe             | PTS | MJ | VIC | DEF | +   | -   | %  | Coeff |
| 1     | Villeneuve-d’Ascq  | 11  | 6  | 5   | 1   | 458 | 427 | 83 | 1,073 |
| 2     | Toulouse-Launaguet | 10  | 6  | 4   | 2   | 447 | 431 | 67 | 1,037 |
| 3     | Mondeville         | 8   | 6  | 2   | 4   | 443 | 451 | 33 | 0,982 |
| 4     | Nice               | 7   | 6  | 1   | 5   | 388 | 427 | 17 | 0,909 |

### Groupe C
- En rouge les équipes reléguées en NF1

| Place | Équipe             | PTS | MJ | VIC | DEF | +   | -   | %  | Coeff |
| 1     | Lattes-Montpellier | 10  | 6  | 4   | 2   | 439 | 391 | 67 | 1,128 |
| 2     | Bordeaux           | 10  | 6  | 4   | 2   | 435 | 400 | 67 | 1,088 |
| 3     | Reims              | 10  | 6  | 4   | 2   | 420 | 420 | 67 | 1,000 |
| 4     | Clermont-Ferrand   | 7   | 6  | 1   | 5   | 370 | 453 | 17 | 0,817 |

### Finale
Valenciennes - Tarbes:
- match aller : (le 13 mai 2003) Valenciennes 88-59 Tarbes
- match retour : (le 17 mai 2003) Tarbes 55-71 Valenciennes

Valenciennes champion de France pour la 3e année consécutive

## Les récompenses/performances
- MVP française : Lucienne Berthieu (Aix-en-Provence)
- MVP étrangère : Allison Feaster (Valenciennes)
- MVP espoir : Sabrina Reghaissia (Villeneuve-d’Ascq)

## Tournoi de Fédération
Le Tournoi de la fédération a lieu à Clermont-Ferrand
|  | Demi-finales                          | Demi-finales                          |                        |    | Finale                                | Finale                                |
|  | Demi-finales                          | Demi-finales                          |                        |    | Finale                                | Finale                                |
|  |                                       |                                       |                        |    |                                       |                                       |
|  | Sam 29 avril - 18:00 Clermont-Ferrand | Sam 29 avril - 18:00 Clermont-Ferrand |                        |    | Dim 30 avril - 16:00 Clermont-Ferrand | Dim 30 avril - 16:00 Clermont-Ferrand |
|  | Sam 29 avril - 18:00 Clermont-Ferrand | Sam 29 avril - 18:00 Clermont-Ferrand |                        |    | Dim 30 avril - 16:00 Clermont-Ferrand | Dim 30 avril - 16:00 Clermont-Ferrand |
|  | (1) Valenciennes                      | 78                                    |                        |    | Dim 30 avril - 16:00 Clermont-Ferrand | Dim 30 avril - 16:00 Clermont-Ferrand |
|  | (1) Valenciennes                      | 78                                    |                        |    | Dim 30 avril - 16:00 Clermont-Ferrand | Dim 30 avril - 16:00 Clermont-Ferrand |
|  | (4) Tarbes                            | 55                                    |                        |    | Dim 30 avril - 16:00 Clermont-Ferrand | Dim 30 avril - 16:00 Clermont-Ferrand |
|  | (4) Tarbes                            | 55                                    | Valenciennes           | 69 |                                       |                                       |
|  | Sam 6 avril - 20:00 Clermont-Ferrand  |                                       | Valenciennes           | 69 |                                       |                                       |
|  |                                       | Aix-en-Provence                       | 63                     |    |                                       |                                       |
|  | (2) Bourges                           | Aix-en-Provence                       | 63                     | 56 |                                       |                                       |
|  | (2) Bourges                           |                                       |                        | 56 |                                       |                                       |
|  | (3) Aix-en-Provence                   | 65                                    |                        |    |                                       |                                       |
|  | (3) Aix-en-Provence                   | 65                                    | Match pour la 3e place |    |                                       |                                       |
|  |                                       |                                       |                        |    |                                       |                                       |
|  | Dim 30 avril - 13:30 Clermont-Ferrand |                                       |                        |    |                                       |                                       |
|  |                                       |                                       |                        |    |                                       |                                       |
|  | Bourges                               | 79                                    |                        |    |                                       |                                       |
|  | Bourges                               | 79                                    |                        |    |                                       |                                       |
|  | Tarbes                                | 49                                    |                        |    |                                       |                                       |
|  | Tarbes                                | 49                                    |                        |    |                                       |                                       |

Sandra Le Dréan, l'ailière de Valenciennes est désignée meilleure joueuse du tournoi